# Neujahrskonzert der Wiener Philharmoniker 1964
Das Neujahrskonzert der Wiener Philharmoniker 1964 war das 24. Neujahrskonzert der Wiener Philharmoniker und fand am 1. Jänner 1964 im Goldenen Saal des Wiener Musikvereins statt. Dirigiert wurde es zum zehnten Mal von Willi Boskovsky, der diese Institution 1941 schon als Konzertmeister der Wiener Philharmoniker mit ins Leben gerufen hatte. Es war das sechste Neujahrskonzert, dessen 2. Teil im Fernsehen übertragen wurde, wieder als Eurovisionssendung.

## Besonderheit
Streng genommen war es einerseits das 25. Konzert zum Jahreswechsel – denn zur Jahreswende 1939/40 gab es bereits ein Außerordentliches Konzert der Wiener Philharmoniker, welches allerdings am Silvesterabend 1939 stattfand –, aber erst seit 1946 – seit dem  erstmaligen Dirigat von Josef Krips – trägt das Konzert den Namen Neujahrskonzert der Wiener Philharmoniker: Unter diesem Namen war es das nunmehr 16. mit diesem Titel. Willi Boskovsky stand, wie bereits seit 1955 auf Grund seiner einstimmigen Wahl durch die Orchestermitglieder als ständiger Dirigent des Neujahrskonzertes am Pult. Da er in diesem Konzert nunmehr zum zehnten Mal am Pult stand, bekam er inmitten des Konzertes eine Torte geschenkt, in deren Mitte eine große „10“ stand.
Willi Boskovsky blieb und bleibt in Erinnerung, dass er, wenn nicht das gesamte, so doch große Teile des Konzertes, meist die Walzer, mit dem Geigenbogen leitete und, die Violine in die Hüfte gestützt, immer wieder ans Kinn nahm, um einen eigenen Schwung in das Orchester zu übertragen.
In diesem Konzert stand erstmals ein Werk von Eduard Strauß, dem jüngsten der drei Brüder Strauss, auf dem Programm.
Einzelne Musikstücke wurden wieder mit Ballettaufnahmen unterlegt. Es tanzten Mitglieder des Balletts der Volksoper Wien, die Choreographie übernahm die Ballettmeisterin Dia Luca.
Der zweite Teil des Neujahrskonzertes wurde im Fernsehen als Eurovisionssendung übertragen, die der Österreichische Rundfunk (ORF) und das Schweizer Fernsehen (SF) gemeinsam produzierten. Die Regie übernahm wieder Hermann Lanske.
Ausgestrahlt wurde es neben Österreich in Belgien, der Bundesrepublik Deutschland, in Dänemark, Finnland, Frankreich, Großbritannien, Italien, Jugoslawien, der Niederlande, in Norwegen, Schweden, Spanien und der Schweiz. Neu kam 1964 die Übertragung in Luxemburg hinzu.

## Programm

### 1. Teil
1. Johann Strauss (Sohn): Frühlingsstimmen, Walzer, op. 410
2. Josef Strauss: Heiterer Muth, Polka française, op. 281
3. Josef Strauss: Ohne Sorgen, Polka schnell, op. 271
4. Joseph Lanner: Die Schönbrunner, Walzer, op. 200*
5. Johann Strauss (Sohn): Egyptischer Marsch, op. 335
6. Josef Strauss: Plappermäulchen, Polka schnell, op. 245
7. Johann Strauss (Sohn): Geschichten aus dem Wienerwald, Walzer, op. 325

### 2. Teil
1. Josef Strauss: Sphärenklänge, Walzer, op. 235
2. Johann Strauss (Sohn): Auf der Jagd, Polka schnell, op. 373
3. Johann Strauss (Sohn): Im Krapfenwaldl, Polka française, op. 336
4. Josef Strauss: Eingesendet, Polka schnell, op. 240
5. Johann Strauss (Sohn): Liebeslieder, Walzer, op. 114
6. Johann Strauss (Sohn): Neue Pizzicato-Polka, op. 449
7. Eduard Strauß: Bahn frei, Polka schnell, op.45*
8. Johann Strauss (Sohn): Banditen-Galopp, op. 378

### Zugaben
1. Josef Strauss: Auf Ferienreisen, Polka (schnell), op. 133
2. Johann Strauss (Sohn): An der schönen blauen Donau, Walzer, op. 314
3. Johann Strauss (Vater): Radetzky-Marsch, op. 228

Werkliste und Reihenfolge sind der Website der Wiener Philharmoniker entnommen.
 Mit * gekennzeichnete Werke standen erstmals in einem Programm eines Neujahrskonzertes.